# Venas circunflejas femorales laterales
Las venas circunflejas femorales laterales son venas satélites que acompañan a la arteria circunfleja externa o circunfleja anterior y desembocan en la vena femoral o la vena femoral profunda.

## Imágenes adicionales

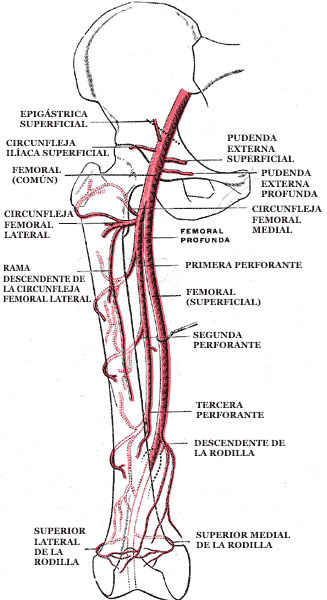
Arteria femoral y otras arterias derivadas - muslo derecho, vista anterior. La arteria circunfleja femoral externa y la arteria circunfleja femoral interna están señaladas.
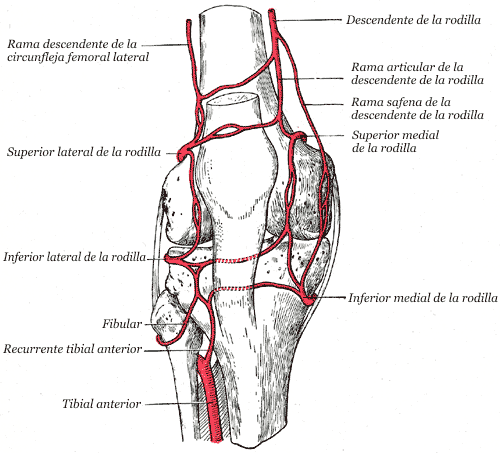
Anastomosis circumpatelar. la rama descendente de la arteria circunfleja femoral externa es visible arriba y a la izquierda.